# Turkiet i olympiska sommarspelen 1952
Turkiet deltog i de olympiska sommarspelen 1952 i Helsingfors med en trupp bestående av 51 deltagare, samtliga män, vilka deltog i 16 tävlingar i fyra grenar. Turkiet slutade på 16:e plats i medaljligan, med två guldmedaljer och en bronsmedalj.

## Medaljer

### Guld
- Hasan Gemici - Brottning, fristil, flugvikt.
- Bayram Şit - Brottning, fristil, fjädervikt.

### Brons
- Adil Atan - Brottning, fristil, lätt tungvikt.